# Кинг, Альберт
Альберт Кинг (англ. Albert King; настоящее имя Альберт Нельсон; 25 апреля 1923 — 21 декабря 1992) — американский блюзовый певец, гитарист, автор песен.

## Биография
Родился в городке Индианола, штат Миссисипи. Вырос в фермерской семье в Арканзасе. Работал водителем бульдозера. Возможно, с воспоминаниями об этом связано позднейшее прозвище Кинга — «Бархатный бульдозер» (англ. The Velvet Bulldozer). Гитарист-самоучка, Кинг освоил оригинальную манеру игры: будучи левшой, он держал обыкновенную гитару грифом вправо, но не переставлял струн, так что самая толстая струна была самой нижней.
Работал с: Берт ДеКото, Грег Поре, The Memphis Horns, Joe Sample, Гас Торнтон, Тони и Майкл Льоренс, Джимми Рид, Генри Э. Дэвис, Джулия Уотерс, Максин Уотерс, Лани Гров, Джеймс Гадсон, Билли Фендер, Стиви Рэй Вон, Гэри Мур.

## Дискография
- 1962 The Big Blues / King
- 1967 Travelin' to California / Polydor
- 1967 Born Under a Bad Sign / Stax
- 1968 Live Wire / Blues Power / Stax
- 1969 Jammed Together / Stax
- 1969 Years Gone By / Stax
- 1970 Blues for Elvis. Albert King Does the King’s / Stax
- 1971 The Lost Session / Stax
- 1971 Lovejoy / Stax
- 1972 I’ll Play the Blues for You / Stax
- 1973 Blues at Sunset [live] / Stax
- 1974 I Wanna Get Funky / Stax
- 1974 Montreux Festival [live] / Stax
- 1976 Truckload of Lovin' [Rhino] / Tomato
- 1976 Albert / Tomato
- 1977 I’ll Play the Blues for You [Rhino] / Tomato
- 1977 King Albert / Tomato
- 1977 The Pinch / Stax
- 1977 Live / Utopia
- 1978 New Orleans Heat / Rhino
- 1979 Albert Live / Tomato
- 1983 In San Francisco-Crosscut Saw / Stax
- 1983 San Francisco '83 / Fantasy
- 1984 Laundromat Blues / Edsel
- 1984 I’m in a Phone Booth, Baby / Stax
- 1988 Great King Albert / Tomato
- 1988 Blues at Sunrise. Live at Montreux / Stax
- 1989 Vintage Blues / Charly
- 1990 Wednesday Night in San Francisco [live] / Stax
- 1990 Thursday Night in San Francisco [live] / Stax
- 1991 Roadhouse Blues / Fantasy
- 1992 The Blues Don’t Change / Stax
- 1994 Chicago 1978 [live] / Charly
- 1995 Blues Power / Fantasy
- 1995 Live on Memory Lane / Monad
- 1996 Red House / Castle
- 1998 Rainin' in California / Wolf
- 1999 Live in Canada / Charly
- 1999 The King / Charly
- 2000 Smokin' the Blues / Dressed To